# Rupert Friend
Rupert Friend, angleški filmski igralec, scenarist in režiser, * 1. oktober 1981, Oxfordshire, Anglija, Združeno kraljestvo.
Rupert Friend je najbolje prepoznaven po svoji vlogi g. Wickhama v filmu Prevzetnost in pristranost (2005), poročnika Kurta Kotlerja v filmu Deček v črtasti pižami (2008) in princa Alberta v filmu The Young Victoria (2009).